# Gazer
『gazer』（ゲイザー）は、1990年10月25日に発売された吉田美奈子通算12作目のスタジオ・アルバム。

## 解説
前作『DARK CRYSTAL』から1年半という、それ以前のインターバルからはかなり早いタイミングでリリースされた本作だが、実際には前作が出来上がったのは一昨年（1988年）の10月だったので間は1年以上あったという。吉田美奈子は「数年間、オフィシャルにはアルバムを出していなかったし、『ベルズ』は内向的なアルバムだったから、サンドペーパーみたいな、粗っぽいところを外に向かって出したのが『ダーク・クリスタル』。必要に応じて生の楽器も入っているけれど、基本はコンピューターと声。あれは神がかり的に書いていったらできた、すべて書き譜で、コンピューターを使って全部自分が判断して出した音だから、よりゴリッと固まってる。それで仕上げは一気に声で、それも歌い倒すっていうくらいに入れているから、声の方がロボットのように感じるんですけど」と語り、そして本作は制作を一度中止にして2回目に作られたアルバムだという。その経緯は「硬いものを吐き出すと、次は少し柔らかくなるじゃないですか。『ゲイザー』は、『ライトゥン・アップ』のような作り方をしたいなあと思っていたのね。それでニューヨークで作ろうと思ってたわけだけれど…。ストでスタジオが閉鎖されてしまったり、事故が重なって…。面倒くさいことイヤだなと思ってアレンジャーを雇ったら、デモ・テープを生の楽器でコピーしているみたいな感じになっちゃって。ミュージシャンはちゃんとした人たちだったんだけど、つまんないものができちゃったから、これは私がやろうとしていることとは違う、と思ってね。ミックス・ダウン5曲やったところでもうこれはなし。ハドソン河に捨てる、って言って。2か月おいて、日本ですべてプログラムしてニューヨークに行って仕上げたの。向こうの方がスタジオ安かったし。でも、だから『ゲイザー』では、バラードもやさしくなっているの」と答えている。
重厚な音作りを感じさせるアルバム・タイトル曲「GAZER」のような曲がある一方、どこか柔らかな感触を持つ曲も収録されていることは「やっぱり、迷ったりもするでしょ、理由付けも必要だし。制作はひとりで最初から最後までチェックしてるけど、常に“どうかな”と思ってる部分があって。でも、今はそういうのを考えてないから。だから逆に、自然に作れてるっていうことかもしれない」という。さらにボーカルについては「前回は地声だからね。今回は高い声だし。でも、高い声で始まっても、最後は結局、地声で歌ってしまうっていうヤツだけど。でも、それは、まあスタイルっていうことで」としている。さらに、音楽を表現する手段として機械を使うことは「べつに機械で音楽をやるっていう意識は、作っている方にはないんですよ。たまたまっていうヤツで。ただ、言ってみれば、自分の決めた音しか出てこないから都合がいいっていうことはあるけれど。だって機械には個性はないでしょ、入れてあげなきゃ。人間は、人それぞれいっぱい個性があるんだから、それを出してあげればいいわけ」と答えている。
M-3「友達」は一時期、吉田のライブ・バンドのメンバーだったドラマー沼澤尚のファースト・ソロ・アルバム『the wings of time』にて沼澤を含む当時のバンド・メンバーとともに“吉田美奈子 and the Band”としてバンド・フォーマットでリテイクされた。
オリジナル盤では、1曲ごとにデザインとフォントが異なる歌詞カードと、吉田のポートレートおよびスタッフ・クレジットなどが印刷された透明のプラスティック・シート計10枚を、内側がカード・ホルダーになった見開きジャケットに封入。後にジャケットおよびブックレットを作り替えてMCA VICTORから再発、さらに完全限定盤の5枚組BOXセット『吉田箱』の一枚として再々発された。後年、吉田は「『ゲイザー』は、なぜかロック系の人たちが好いてくれて、BUCK-TICKの人をはじめ、後にロックをやってる友達をたくさん作ってくれたアルバムですね。新しい世界を作るのに貢献してくれた」と振り返っている。

## 収録曲
1. WARNING
2. GAZER
3. 友達
4. STARLET
5. 愛してる?
6. SILENCER
7. 時間をみつめて
8. 午後の恋人
9. CORONA

## クレジット
| PRODUCED BY : MINAKO YOSHIDA                                     |
| ALL SONGS WRITTEN & ARRANGED BY :                                |
| MINAKO YOSHIDA                                                   |
|                                                                  |
| COMPUTER PROGRAMMED BY :                                         |
| KAZUO SHIINA FOR PENINSULA STUDIO                                |
| MANIPULATED BY : PETER HUNSTEIN & KAZUO SHIINA                   |
| ADDITIONAL MUSICIANS : BERNIE WORRELL,                           |
| YASUAKI SHIMIZU & BILL LASWELL                                   |
| RECORDED AT : UNIQUE RECORDING, N.Y.,                            |
| SORCERER SOUND, N.Y., & GREENPOINT, N.Y.                         |
| ENGINEERED BY : HIDEKI SUNADA, MASATO TACHIKAWA                  |
| FOR UNIQUE RECORDING                                             |
| & ROBERT MUSSO FOR GREENPOINT                                    |
| MIXED AT : UNIQUE RECORDING                                      |
| MIXED BY : MINAKO YOSHIDA & HIDEKI SUNADA                        |
| MASTERED AT : MASTERDISK, N.Y.                                   |
| MASTERED BY : HOWIE WEINBERG FOR MASTERDISK                      |
|                                                                  |
| EXECUTIVE PRODUCER :                                             |
| HIROYASU TSURUOKA FOR SOHBI KIKAKU                               |
|                                                                  |
| THANX TO THE FOLLOWING FOLKS :                                   |
| TONY DROOTIN, DAVID HECHT, DAVID ROBBINS,                        |
| CLARENCE SMITH, BILLWRIGHT &                                     |
| THE STAFF AT UNIQUE RECORDING                                    |
| BILL LASWELL, ROBERT MUSSO, NICKY SKOPELITIS,                    |
| KATE NASH & THE STAFF AT MATERIAL                                |
| YASUAKI SHIMIZU, EIICHI AZUMA &                                  |
| THE STAFF AT PLANKTON                                            |
| KAZUO SHIINA & THE STAFF AT PENINSULA STUDIO                     |
| SEIJI MURAI &                                                    |
| THE STAFF AT CAMEO INTERACTIVE CO.,LTD.                          |
| DON MARK, KEN ZIELAZNY,                                          |
| NEIL RECHARD & THE STAFF AT E-MU SYSTEM INC.                     |
| RAFAIL ZAKI, BEA & THE STAFF AT HOTEL BEVERLY                    |
|                                                                  |
| LISTER, LISA, CONNIE, SHIN & ROSE, MR. & MRS. WEGNER             |
| BERNIE & HIS FAMILY, MICHAEL H., RICHIE, KAME, MASATO            |
|                                                                  |
| SPECIAL THANX TO : DR. OKUTSU & THE DOCTORS AT                   |
| NIHON DOHBUTSU IRYOH CENTER, KIYOSHI & KAZUKO                    |
|                                                                  |
| VERY SPECIAL THANX TO : MY MOMA, MAG & DADA                      |
|                                                                  |
| PHOTOGRAPH : RYUICHI OSHIMOTO                                    |
| ART DIRECTION & DESIGN : YOHKO (A.) HAMADA                       |
| COORDINATION : TAKASHI SHIMOJO                                   |
|                                                                  |
| NOISY? YES. THIS CD WAS ORIGINALLY RECORDED ON ANALOG EQUIPMENT. |
| WARM? YES AND NO.                                                |
| EMULATOR III WAS EXCLUSIVELY USED FOR TRACKING.                  |